# Rhynchoplexia
Rhynchoplexia là một chi bướm đêm thuộc họ Noctuidae.